# Molzhain
Molzhain település Németországban, Rajna-vidék-Pfalz tartományban. Lakosainak száma 547 fő (2023. december 31.).

## Népesség
A település népességének változása:
| Lakosok száma | 518  | 539  | 540  | 538  | 550  | 558  | 547  |
|               | 1975 | 2014 | 2017 | 2019 | 2021 | 2022 | 2023 |